# Nikias (målare)
Nikias (grekiska Νικίας, latin Nicias) var en grekisk målare i Aten, som levde närmast före och under Alexander den stores tid (4:e århundradet f.Kr.) samt anses vara en av forntidens mest berömda konstnärer. Hans teknik beröms; han hade förmåga att behandla ljus och skugga och därmed få figurerna att plastiskt framträda ur tavlan.